# Station Give
Station Give is een station in Give in de Deense gemeente Vejle. Het station ligt aan de lijn Holstebro - Vejle. 
Give was oorspronkelijk het eindstation van de lijn vanuit Vejle. Het stationsgebouw uit 1894 werd ontworpen door de architect Thomas Arboe. 